# Sosnowica (gemeente)
De gemeente Sosnowica is een landgemeente in het Poolse woiwodschap Lublin, in powiat Parczewski.
De zetel van de gemeente is in Sosnowica.
Op 30 juni 2004 telde de gemeente 2658 inwoners.

## Oppervlakte gegevens
In 2002 bedroeg de totale oppervlakte van gemeente Sosnowica 172,35 km², waarvan:
- agrarisch gebied: 40%
- bossen: 41%

De gemeente beslaat 18,09% van de totale oppervlakte van de powiat.

## Demografie
Stand op 30 juni 2004:
| Omschrijving                   | Totaal | Totaal | Vrouwen | Vrouwen | Mannen | Mannen |
| ------------------------------ | ------ | ------ | ------- | ------- | ------ | ------ |
| eenheid                        | aantal | %      | aantal  | %       | aantal | %      |
| inwoners                       | 2658   | 100    | 1336    | 50,3    | 1322   | 49,7   |
| bevolkingsdichtheid (inw./km²) | 15,4   | 15,4   | 7,8     | 7,8     | 7,7    | 7,7    |

In 2002 bedroeg het gemiddelde inkomen per inwoner 1569,85 zł.

## Plaatsen
Bohutyn, Czerniów, Czołoma, Górki, Hołodyska, Izabelin, Janówka, Karolin, Komarówka, Kropiwki, Lejno, Libiszów, Lipniak, Mościska, Nowy Orzechów, Olchówka, Pasieka, Pieszowola, Sosnowica, Sosnowica-Dwór, Stary Orzechów, Turno, Walerianów, Zacisze, Zamłyniec, Zienki, Zbójno.

## Aangrenzende gemeenten
Dębowa Kłoda, Ludwin, Stary Brus, Urszulin, Uścimów